# The Time EP
The Time EP – limitowana płytka promocyjna zawierająca 3 utwory nagrane przez Orange Goblin.

## Lista utworów
1. Shine
2. The Man Who Invented Time
3. Blue Snow

## Wykonawcy
- Joe Horae – gitara
- Pete O'Malley – gitara
- Martyn Millard – gitara basowa
- Chris Turner – perkusja
- Ben Ward – wokal